# Friedrich von Twist
Friedrich von Twist (* im 16. Jahrhundert; † 8. November 1559) war Domherr in Münster.

## Leben
Friedrich von Twist wurde als Sohn des Friedrich von Twist (* 1485, Drost zu Sassenberg und Wittlage) und dessen Gemahlin Elisabeth von Canstein geboren. Er war von 1536 an Kanoniker in St. Mauritz in Münster und bewarb sich am 22. März 1545 für das Domkanonikat des Dietrich von Meschede. So kam er im November 1551 in den Besitz einer münsterschen Dompräbende. Mit der Annahme dieses Amtes verzichtete er in St. Mauritz. Sein Bruder Phillip Heinrich erhielt sein Kanonikat. Friedrich blieb bis zu seinem Tod im Besitz der Pfründe. Sein Nachfolger wurde Dietrich Franz von Raesfeld.